# Pierre Lagrave
Pierre Lagrave (* 10. Mai 1811 in Paris; † 12. Juli 1832 ebenda) war ein französischer Komponist.

## Leben
Lagrave war ein Sohn des gleichnamigen Musikers Pierre Lagrave (1783–1846) und dessen Frau Marguerite (geborene Bougaud). Seine Familie stammte ursprünglich aus Bourbonnais. Etienne Lagrave, der Großvater väterlicherseits, war ein Juwelier in Montluçon. Sein Vater führte seine drei Kinder in die Musik ein. Seine jüngere Schwester Constance Lagrave (* 13. Januar 1813 – 28. Februar 1864) spielte Klavier und heiratete 1834 Étienne André Hazard (1795–1853). Der jüngere Bruder Isidore Lagrave (* 3. Mai 1820 – 8. November 1891) wurde Musikprofessor in Toulouse.
Lagrave studierte bereits in sehr jungen Jahren am Conservatoire de Paris Violine und Musiktheorie bei François-Antoine Habeneck, Kontrapunkt bei François-Joseph Fétis und Komposition bei Henri Montan Berton. 1830 wurde in einem Konzert des Konservatoriums seine Komposition O Salutaris aufgeführt. Im Jahr 1828 wurde er als Bratschist in die Société des Concerts du Conservatoire und 1831 als solcher im Orchester der Pariser Oper aufgenommen, das von seinem Lehrer Habeneck geleitet wurde und erhielt den ersten Kompositionspreis des Instituts.
Im gleichen Jahr stellte er sich neben Eugène Prévost, Antoine Elwart, Ambroise Thomas, Joseph Léfébvre und sechs weiteren Kandidaten dem Wettbewerb um den Prix de Rome und gewann nach Prévost den Second Prix mit der Kantate La Fuite de Bianca Capello nach einem Text von Amédée de Pastoret. Im folgenden Jahr nahm er – in der Erwartung, dieses Mal den ersten Preis zu gewinnen – mit der Kantate Hermann et Ketty (wieder nach Pastoret) erneut an dem Kompositionswettbewerb teil. Preisträger wurden Ambroise Thomas, Xavier Boisselot und Charles Alkan, während Lagrave leer ausging. Die Enttäuschung darüber führte zu einem Nervenzusammenbruch, an deren Folgen Lagrave Anfang Juli 1832 starb.